# Mormanno
Mormanno (Murmànnu in calabrese) è un comune italiano di 2 503 abitanti della provincia di Cosenza in Calabria.

## Geografia fisica
Il centro abitato di Mormanno, ricompreso nel parco nazionale del Pollino, è posto a 840 metri s.l.m. fra le opposte dorsali dei monti Costa e Vernita. L'estensione del territorio comunale è di 78,88 km² con una densità abitativa pari a 33,47 ab/km².
Mormanno risulta essere una località di montagna da cui sono facilmente raggiungibili le principali cime del Massiccio del Pollino e dei Monti dell'Orsomarso.
Il centro storico di Mormanno comprende storicamente 4 quartieri. Ad ovest il quartiere  Costa, ad est il quartiere  Capo lo Serro, a sud il quartiere  Casalicchio e a nord il quartiere Torretta.

## Storia

### Origini ed etimologia
Le origini di Mormanno appaiono ignote ancora oggi, sebbene gli storici locali ipotizzino la sua esistenza a partire dall'epoca longobarda, dove possibili tracce di primi insediamenti sul colle della Costa siano ritenute probabili dalla posizione dominante a nord della sottostante valle del fiume Lao. L'ubicazione strategica sulle vie di comunicazione e la radice etimologica del toponimo ci testimoniano la sua preesistenza dall'espressione " in montibus Miromanorum" utilizzata in un'agiografia di san Leoluca di Corleone, il quale si recò a Mormanno per meditare. Il nome Mormanno infatti secondo alcuni storici deriverebbe dal germanico Marimannus o Merimannus, oppure si riferirebbe agli arimanni, ovvero ai mercenari di origine germanica a cui fu concesso un territorio dove stanziarsi compreso tra il gastaldato di Laino e la fortezza di Papasidero. Il nome mons arimannorum si riferirebbe emblematicamente al borgo e se ne trova traccia in molti documenti successivi e con numerose varianti. Tra le varianti maggiormente utilizzate spicca Miromagnum, termine che ne qualifica la posizione dominante sull'ampia vallata del Mercure e più di altri ha contribuito a creare la forma corrente.

### Sviluppi
Circa la fondazione, l'attività commerciale ed i rapporti economici e religiosi nel borgo di Mormanno, abbiamo testimonianza da diversi documenti storici, il primo dei quali in lingua greca risalente al 1092 riguardante un atto di donazione del possedimento. Durante il periodo feudale, prima di essere ceduto alla famiglia Sanseverino di Bisignano che lo tenne fino a tutto il 1612, fu degli Orsini. Dopo una serie di cessioni, il possedimento fu inglobato direttamente nei domini dell'amministrazione regia nell'ultimo decennio del XVIII secolo.
In questo periodo l'attività artistica del centro venne animata dal rifacimento della chiesa madre in stile tardo barocco, ma un clima di generale impoverimento materiale e culturale, che già imperversò a seguito delle ripetute forme di corvée imposte al popolo ed alla continua cessione feudale, ebbe modo di manifestarsi in maniera più decisa per l'acutizzarsi di questi fattori. Ciò influì negativamente anche sulla piccola nobiltà locale, che impoveritasi, ed avendo necessità di liquidità per far fronte alla precarietà dello stile di vita e all'abbandono delle istituzioni centrali, alienò beni e latifondi scomparendo gradatamente, talora disperdendosi in quel clima di generale indigenza.
Dopo l'esperienza risorgimentale ed a seguito delle infelici misure intraprese dal governo viste dal popolo come un espediente per non fronteggiare più urgenti necessità socio-economiche, nel 1866 Mormanno visse una serie di infelici scontri volti alla restaurazione del regime borbonico. Vista la situazione di precaria stagnazione seguì una decisa ondata migratoria interna e, con più difficoltà anche indirizzata oltre i confini nazionali.
Negli anni della seconda guerra mondiale, tra il 1940 e il 1943, Mormanno fu uno dei 14 comuni della Calabria designati dalle autorità fasciste ad accogliere profughi ebrei in internamento libero. Vi furono confinati
4 profughi ebrei, liberati con l'arrivo dell'esercito alleato nel settembre 1943.
In epoca contemporanea, Mormanno è stato uno dei paesi principalmente interessati dal terremoto del Pollino del 2012.

## Monumenti e luoghi d'interesse

### Duomo - Chiesa Madre - Parrocchia di S. Maria del Colle
Situata nella piazza principale del centro cittadino, Piazza Umberto I, è la più importante architettura religiosa cattolica edificata nel 1700 c.a. venne consacrata dal monsignor Paolino Pace, vescovo di Vico Equense, e cittadino di Mormanno il 5 settembre 1790.
L'edificio è in stile barocco napoletano, l'interno è diviso a croce latina con navata centrale, 2 laterali, transetto, abside, sacrestia e locali annessi. La facciata, progettata da Pietro Scardino da Padula, interamente costruita in tufo, presenta tre portali, due laterali di medesima ampiezza e uno centrale molto più grande. Su ognuno di essi si trovano gli stemmi delle tre confraternite di Mormanno: al centro la Confraternita del Santissimo Sacramento, a sinistra quella della Buonamorte o degli "Agonizzanti" e a destra quella delle Anime del Purgatorio. Sopra questi portali ci sono tre finestre, quella centrale in vetrata, rappresentante un'immagine della Madonna Assunta tra Angeli.

### Faro Votivo ai Caduti della Calabria 1915 - 1918, monumento regionale
Senza dubbio va ricordato il Faro Votivo, importante monumento regionale, elevato nel 1928 in onore dei soldati calabresi caduti della prima guerra mondiale, situato sul monte San Michele in località Torretta, costruito sull'atrio della seicentesca Chiesa di N. S. del Perpetuo Soccorso e che è ormai divenuto il simbolo di Mormanno. 
Rarissimo faro di montagna tra ipresenti in Italia, voluto dal comitato Pro Faro nel 1926 e finanziato con fondi provenienti da gran parte dei comuni della Calabria e da comitati di cittadini emigrati all'estero. Dall'architettura che si rifà al sacrario militare del Monte Pasubio, anch'esso rappresenta un sacrario militare ove si custodiscono cimeli e memorie delle 11 Medaglie d'Oro al valor militare e dei corregionali che caddero nella Grande Guerra.
Costeggia il monumento un ampio Parco delle Rmembranze, attraversato da un sentiero che circuisce la montagnella boscosa e si congiunge a via S. Biase ed alla carrabile che porta al monumento.

### Altri luoghi d'interesse
Particolarmente presenti sono le chiese e le piccole cappelle che si distribuiscono in tutto il centro abitato:
- Il Santuario della Madonna della Catena, a 3 chilometri circa dal centro abitato in località c/da S. Brancato.
- La Chiesa della Madonna del Suffragio
- La Cappella Gentilizia della Famiglia Capalbi, San Giovanni Battista in località Costa al Castello.
- Il Santuario di Nostra Signora della Pietà e del perpetuo Soccorso in località Torretta adiacente al Faro Votivo ai caduti della Calabria.
- La Cappella Gentilizia della Famiglia Sarno di San Francesco di Paola in località Capo lo serro.
- La Cappella di San Michele in località Capo lo serro.
- La Cappella Gentilizia della Famiglia Perrone San Nicola in località omonima su corso Municipale.
- La Cappella di Santa Caterina d'Alessandria in località omonima presso la Costa.
- La Cappella di Santa Maria de visita poveri detta di S. Apollonia, in località Costa, zona Ospedale.
- La Cappella della B.V. del Carmelo detta di S.Anna in località omonima al Vallone .
- Il Santuario di Santa Maria Angeli presso l'ex Convento dei P.P. Cappuccini in località Casalicchio.
- La Cappella Gentilizia della Famiglia De Callis, poi Maradei, Sant'Antonio da Padova in località omonima presso la Costa.
- La Chiesa dell'Annunziata in località omonima, zona Motta della Costa.
- La Cappella del S. Maria Suffragio in località omonima.
- Il Santuario di San Rocco in località omonima sul corso Municipale.
- La Cappella Gentilizia della attuale Famiglia Alberti, San Giuseppe" in località sopra lo Scarnazzo presso via Faro.
- La Cappella Gentilizia della Famiglia Minervini, San Franceschiello di Paola in località Cavallèri presso via Faro.
- La Cappella dell'Immacolata in località Piazza Umberto I.
- La Cappella Gentilizia della Famiglia Rossi, Santa Maria della Grazie detta di S.Filomena in località omonima, quartiere S. Lorenzo.
- L'Oratorio Gentilizio della B.V.Assunta in Cielo in località Scarnazzo.
- L'Oratorio di S. Barbara detto del Crocifisso in detta località.

- Chiesa di Santa Maria Goretti progettata da Mario Cucinella.[9]

## Società

### Evoluzione demografica
Abitanti censiti

## Amministrazione

### Gemellaggi
- Savigliano
- Diamante

## Infrastrutture e trasporti

### Strade
L'infrastruttura principale nel territorio è l'Autostrada del Mediterraneo, che serve Mormanno con l'omonimo svincolo (situato nei pressi dell'ex stazione di Papasidero della Ferrovia Lagonegro-Castrovillari-Spezzano Albanese).
È in oltre presente la SS19 delle Calabrie, che attraversa il comune da nord (dove si dirama la SP3, con cui si può raggiungere l'autostrada, Papasidero e Scalea) a sud (confine con Morano Calabro). La statale presenta un tratto interno al centro cittadino, che viene interdetto al traffico di veicoli pesanti, pertanto è presente una variante (via John Kennedy, nell'ultimo tratto via Posillipo) ben segnalata dalle indicazioni (sia provenendo da Papasidero che da Morano).

### Ferrovie
Dal 1931 al 1979 era presente l'omonima stazione della già sopraccitata ferrovia Lagonegro - Spezzano Albanese.